# Hallaböke
Hallaböke är en ort i Hallands län, Sverige. Hallaböke tillhör Femsjö distrikt (Femsjö socken) som ligger i västra Småland och numera ingår i Hylte kommun.
Det finns flera sjöar runt om byn, exempelvis Hallasjön. Färgensjöarna ligger också de, mycket nära byn. Hallaböke ligger omkring 12 km söder om Hyltebruk.